# Zenophleps lignicolorata
Zenophleps lignicolorata là một loài bướm đêm trong họ Geometridae.